# 名桜大学
名桜大学（めいおうだいがく、英語: Meio University）は、沖縄県名護市にある公立大学である。公立大学法人名桜大学が運営する。

## 概要

### 大学全体
県北部への高等教育研究機関設置を強く求める住民の要請により、沖縄県、名護市など周辺自治体が拠出した資金で設立された。
当初は学校法人名護総合学園が運営する公設民営方式による私立大学だったが、2010年（平成22年）4月1日に名護市と県北部の町村が設立した一部事務組合である北部広域市町村圏事務組合とともに公立大学法人を設置、以降は学校法人名護総合学園に代わり運営する形を取っている。自治体名や地域名などを付さない珍しい公立大学で、同様の例として国際教養大学や叡啓大学、大学院大学では産業技術大学院大学、情報科学芸術大学院大学がある。

## 沿革
- 1994年（平成6年）4月1日 - 学校法人名護総合学園により開学（国際学部国際文化学科、経営情報学科、観光産業学科）。
- 2001年（平成13年）4月1日 - 大学院国際文化研究科修士課程開設。
- 2005年（平成17年）4月1日 - 人間健康学部スポーツ健康学科開設。
- 2007年（平成19年）4月1日 - 国際学部を学群・学類制に改組（国際学群国際学類国際文化専攻、語学教育専攻、システムマネジメント専攻、情報システムズ専攻、観光産業専攻）。人間健康学部に看護学科を開設。
- 2009年（平成21年）
  - 4月1日 - 国際学群国際学類に診療情報管理専攻を開設。システムマネジメント専攻を経営専攻に名称変更。
  - 12月21日 - 北部広域市町村圏事務組合と学校法人名護総合学園が沖縄県に公立学校法人設置認可を申請、文部科学省に設置者変更認可申請と学校法人解散認可申請をそれぞれ提出[1]。
- 2010年（平成22年）
  - 3月19日 - 公立大学法人名桜大学設立認可。名桜大学の設置者変更認可。設置者変更に伴う学校法人名護総合学園の解散認可。
  - 4月1日 - 学校法人名護総合学園を解散し、公立大学法人名桜大学設立、公立大学となる。
- 2011年（平成23年）4月1日 - 大学院看護学研究科修士課程開設。
- 2015年（平成27年）
  - 3月 - 国際学部（国際文化学科、経営情報学科、観光産業学科）を廃止。
  - 4月 - 開学20周年、公立大学法人化5周年を記念して、学生食堂・売店がリニューアルされ、学生会館「SAKURAUM」としてオープン[2]。
- 2017年（平成29年）4月1日 - 助産学専攻科を開設。
- 2019年（平成31年）4月1日 - 大学院に国際文化研究科国際地域文化専攻（博士後期課程）を開設。
- 2023年（令和5年）4月1日 - 国際学群を国際学部に改組し1学部2学科体制、人間健康学部は健康情報学科を増設し、1学部3学科体制に[3]。これにより、入学定員は大学全体で560人増加する[4]。

## 基礎データ

### 所在地
- 沖縄県名護市字為又1220-1

### 象徴
- シンボルマークは四角の中に桜の花びらが描かれたもの。桜の五枚の花びらは、真・善・美・聖・健の人類普遍の価値を象徴し、途切れのない四辺は四海同胞を意味しており、平和・自由・進歩の建学の精神を、沖縄県北部から世界に発信する核となろうとする象徴。
- スクールカラーは名桜サクラ（■）と名桜ブルー（■）。

#### 校歌・賛歌
- 校歌 - 作詞 外間守善、作曲 千葉聡
- 賛歌 - 作詞 伊江朝章、作曲 伊志嶺朝次

## 教育および研究

### 組織

#### 学部
- 国際学部
  - 国際文化学科
  - 国際観光産業学科
- 人間健康学部
  - スポーツ健康学科
    - スポーツ領域
    - 健康領域

  - 看護学科
  - 健康情報学科

#### 大学院
- 国際文化研究科
  - 国際文化システム専攻（修士課程）
    - 言語文化教育研究領域
    - 社会制度政策教育研究領域
    - 経営情報教育研究領域
    - 観光環境教育研究領域

  - 国際地域文化専攻（博士後期課程）
- 看護学研究科
  - 看護学専攻（博士前期課程）
    - 基盤看護学分野
      - 看護教育学領域
      - 国際看護学領域

    - 臨床看護学分野
      - がん看護学領域
      - 高齢者看護学領域
      - 母性看護学領域
      - 小児看護学領域
      - 精神看護学領域
      - 公衆衛生看護学領域
      - 在宅看護学領域
      - 病態生理学領域

  - 看護学専攻（博士後期課程）
    - 基盤看護学分野
      - 看護キャリア開発学

    - 応用看護学分野
      - がん看護学
      - 成育健康看護学

    - 生活支援看護学分野
      - 地域包括看護学
      - 精神保健看護学
- スポーツ健康科学研究科（2024年4月開設予定）
  - スポーツ健康科学専攻（修士課程）

#### 専攻科
- 助産学専攻科（1年課程・2017年開設）

#### 付属施設
- 総合研究所
- 附属図書館
- 北部生涯学習推進センター

## 協定校
下記の大学とは交流協定関係にあり、単位互換や実習を伴う授業での交流、教員・学生の学術交流等が行われている。

### 国内
- 札幌国際大学
- 東海大学札幌キャンパス（国際文化学部）
- 公立はこだて未来大学
- 上越教育大学
- 開智国際大学
- 放送大学
- 法政大学
- 文京学院大学
- 多摩大学
- 桜美林大学
- 文教大学湘南キャンパス
- 横浜商科大学
- 朝日大学
- 静岡産業大学
- 奈良県立大学
- 大阪国際大学
- 追手門学院大学
- 阪南大学
- 関西国際大学
- 高知県立大学
- 沖縄工業高等専門学校

### 海外
- 湖南農業大学（中華人民共和国）
- 北京連合大学旅遊学院（中華人民共和国）
- 山東大学（威海校）（中華人民共和国）
- 吉林外国語大学（中国語版）（中華人民共和国）
- 黒龍江大学（中華人民共和国）
- 開南大学（台湾）
- 国立高雄大学（台湾）
- 大仁科技大学（台湾）
- 台湾師範大学スポーツ・レクリエーション学院（台湾） - 局部協定のため派遣はスポーツ健康学科の学生のみ。
- 啓明大学校（大韓民国）
- 済州大学校（大韓民国）
- 明知大学校（大韓民国）
- 釜慶大学校（大韓民国）
- ベトナム国家大学ホーチミン市人文社会科学大学（ベトナム）
- ベトナム国家大学ハノイ外国語大学（ベトナム）
- サイアム大学（タイ王国）
- メーファールアン大学（タイ王国）
- スラ―ターニー・ラーチャパット大学（タイ王国）
- タイ王国保健省パーポーロンマハーラッチャーノ医療従事者開発研究所（タイ王国） - 看護学科との部局間協定。
- マラヤ大学（マレーシア）
- ウーロンゴン大学（オーストラリア）
- マニラ大学（フィリピン）
- デ・ラ・サール大学（フィリピン）
- グアム大学（アメリカ合衆国）
- サウスイースト・ミズーリ州立大学（アメリカ合衆国）
- ナイアガラ大学（アメリカ合衆国）
- ハワイ大学ヒロ校（アメリカ合衆国）
- ハワイ大学カピオラニ・コミュニティーカレッジ（アメリカ合衆国）
- ブロック大学（カナダ）
- レスブリッジ大学（カナダ）
- メキシコ国立自治大学（メキシコ）
- ロンドリーナ州立総合大学（ブラジル）
- パシフィコ大学（ペルー）
- サン・マルティン・デ・ポレス大学（ペルー）
- アルゼンチン産業社会科学大学（アルゼンチン）
- ガブリエル・レネ・モレノ国立自治大学（ボリビア）
- セントラルランカシャー大学（イギリス）
- イーストアングリア大学（イギリス）- 国際学群との局部間協定。
- アルカラ大学（スペイン）
- ヴィータウタス・マグヌス大学（リトアニア）

## 著名な卒業生

### 芸能
- 上間綾乃（歌手）
- 金城めくるくん（お笑い芸人、ポンゴ）
- 宮島真一（タレント）
- よちこ（お笑い芸人、ディープインパクト）

### スポーツ
- 大城基志（社会人野球選手）
- 田仲敦子（女子競輪選手）
- 比嘉真梨代（女子競輪選手）

## 学長
- 第6代学長 砂川昌範（2020年~）
- 第5代学長 山里勝己 (2014年~2020年)
- 第4代学長 瀬名波榮喜(2006年~2014年)
- 第3代学長 (2003年~2006年)
- 第2代学長 東江平之 (2000年~2003年)
- 初代学長 東江康治 (1993年~2000年)